# 1-я Фоминовка
1-я Фоминовка — деревня в Кормиловском районе Омской области России. В составе Новосельского сельского поселения.

## История
Основана в 1907 г. В 1928 году деревня Фоминка 1-я состояла из 72 хозяйств, основное население — русские. В составе Новосельского сельсовета Корниловского района Омского округа Сибирского края.

## Население
| 2010 |
| ---- |
| 160  |